# Port Washington (Nowy Jork)
Port Washington – jednostka osadnicza w Stanach Zjednoczonych, w stanie Nowy Jork, w hrabstwie Nassau.